# Xenoclostera sinensis
Xenoclostera sinensis är en fjärilsart som beskrevs av Sergius G. Kiriakoff 1962. Xenoclostera sinensis ingår i släktet Xenoclostera och familjen tandspinnare. Inga underarter finns listade i Catalogue of Life.